# Bonapart
Bonapart ist eine Software zur Prozessmodellierung der deutschen Firma BTC AG. Es dient dem Beschreiben, Publizieren, Analysieren und Optimieren von Geschäftsprozessen.

## Nutzung
Bonapart wird hauptsächlich für die Dokumentation von Prozessen, Organisationsstrukturen sowie Systemen und der anschließenden Optimierung durch Simulationen verwendet. Ziele können dabei die Erfüllung von Compliance-Anforderungen (Aufbau eines Qualitätsmanagementhandbuchs, Internen Kontroll Systems (IKS), Arbeitssicherheit, Umweltschutz oder Risiko Management) sein. Auch wird Bonapart für die prozessbasierte Auswahl von Software oder für die Nachdokumentation von SAP-Systemen genutzt.

## Funktionen

### Versionen
Bonapart ist in verschiedenen Versionen verfügbar. Grundsätzlich gibt es Bonapart als Single-User- oder Multi-User-System.

#### Single-User
- - Mit der Grundversion Bonapart Lite können Prozesse, Organisationsstrukturen und Systeme dokumentiert werden.
  - Mit Bonapart Standard können die Modelle neben der Dokumentation auch auf verschiedenen Wegen veröffentlicht werden. Die Modelle können den Lesern als HTML, Word, PDF oder PPT zur Verfügung gestellt werden. Dies wird häufig zur Schaffung von Transparenz über die Prozesse, Informationsflüssen sowie geltenden Dokumenten genutzt.
  - Die Simulation ist in der Bonapart Professional-Version verfügbar. Durch Hinterlegung von Mengen, Zeiten und Kosten kann gesehen werden, wie sich die Prozesse verhalten und die Auslastung der beteiligten Ressourcen (Bearbeiter, Sachmittel, Speicher) ist. Ziel ist es, verschiedene Ausprägungen der Prozesse vor der Umsetzung in die Realität (vgl. des Prototypenbaus im Automobilbereich) durchzuspielen. Bewertet werden die Simulationsergebnisse durch die Analyse von Kennzahlen wie bspw. der Durchlaufzeit, Kosten pro Vorgang, Auslastung oder Kapitalbindung.
  - Seit 2009 bietet die BTC AG zusätzlich zu den Shareware-Versionen eine Freeware-Version (Bonapart Compact) an. Diese Version ermöglicht die einfache Modellierung von Prozessmodellen.

#### Multi-User
- - Mit Bonapart Collaborative können Prozesse plattformunabhängig und dezentral (Technologie: Java Thin-Client) modelliert werden. Als wesentlicher Unterschied zu den Single-User Versionen ist die Möglichkeit der verteilten Modellierung und der Etablierung von Freigabeworkflows/Berechtigungskonzepten zu nennen.

### Simulation/Analysen

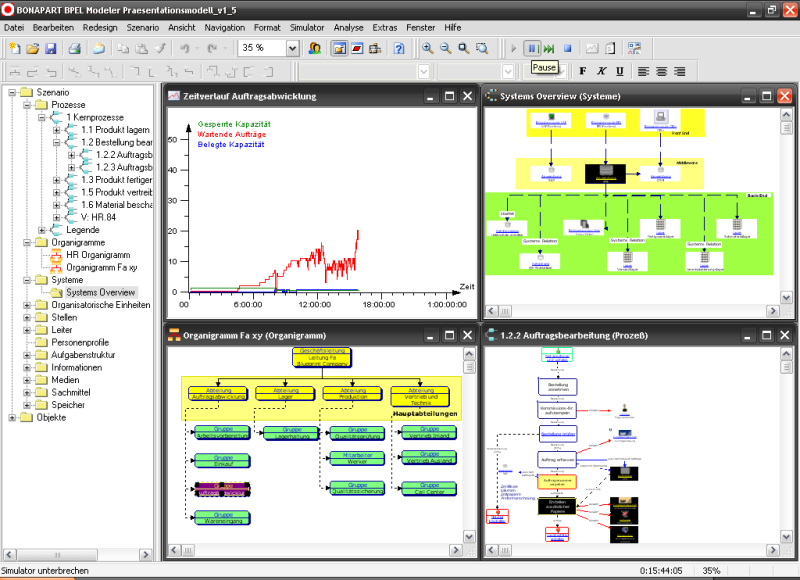
Screenshot von Bonapart (Simulationsfenster)

| Analysetypen                                                                   | Analysetypen                                                           |
| ------------------------------------------------------------------------------ | ---------------------------------------------------------------------- |
| Statische Analysen                                                             | Dynamische Analysen                                                    |
| - Kommunigramme - Verwendete Sachmittel/Speicher - Medienbrüche - Systembrüche | - Durchlaufzeiten - Prozesseffizienz - Kosten pro Vorgang - Auslastung |

## Technik
Bonapart ist ein objektorientiertes Modellierungstool, mit dem man Klassen und Instanzen von Objekten in einem Prozesskontext zusammensetzen und über gerichtete Graphen darstellen kann. Bei der Modellierung von Prozessdiagrammen werden Geschäftsobjekte (Aktivitäten, Informationen, Medien, Bearbeiter, Sachmittel und Speicher) und deren Attribute (Name, Kommentar, ID, Kosten, Zeiten, Risiken, Usability, Lastenheft, ..) als Knoten und die Interaktion dieser Objekte untereinander ("schickt Information", "speichert in" oder „verwendet“) als Relationen (Kanten) innerhalb gerichteter Graphen (Szenarien) abgebildet. Ein Modell besteht hierbei aus mehreren Szenario-Typen:
1. Instanzen Szenarien (Prozess, Organigramm, System)
2. Klassen Szenarien (Aufgaben, Informationen, Medien, Sachmittel, Speicher, Organisatorische Einheiten, Stellen, Leiter)

Hierbei kann der Modellierer an den Knoten als auch an den Kanten konfigurierbare Attribute (Objektname, Bearbeitungsdauer und Ein- und Ausgangswahrscheinlichkeit) pflegen.
Die Notation kann auf unterschiedliche Prozessarten angepasst werden. So werden Prozesslandkarten oder Hauptprozesse üblicherweise als Chevrons für Wertschöpfungsketten, Prozesse als KSA- (Kommunikationsstrukturanalyse), EPK-, BPMN- oder UML-Diagramm abgebildet. Die Modellierung von Prozessen in Bonapart wird durch die integrierte KSA-Methodik unterstützt. Diese Methodik gibt vor, dass je nach Szenariotyp (Ablauf-, Aufbau-, Systemsicht) nur vordefinierte Objekte und vordefinierte Relationen gezogen werden können.
Bonapart ist 1989 an der TU Berlin im Bereich Systemanalyse entwickelt worden und 1992 auf den Markt gekommen.

## Unterstützte Standards
Bonapart unterstützt Standards und Industriestandards wie BPMN, WSDL, XSD und BPEL. Darüber hinaus wird der UML-Standard mit den erforderlichen Modelltypen unterstützt.